# میکائیل آگریکولا
میکائیل آگریکولا (تلفظ فنلاندی: [ˈmikɑel ˈɑɡrikolɑ] )؛ (انگلیسی: Mikael Agricola; ح. ۱۵۱۰ – ۹ آوریل ۱۵۵۷) یک زبان‌شناس، کشیش، مترجم، متخصص الهیات، نویسنده، شاعر، و روحانی مسیحی اهل فنلاند بود. او یک لوتر روحانی بود که در عمل بنیانگذار ادبی فنلاندی شد و طرفدار برجسته اصلاحات پروتستان در سوئد، از جمله فنلاند بشمار می‌رفت که در آن زمان بخشی از خاک سوئد بود.

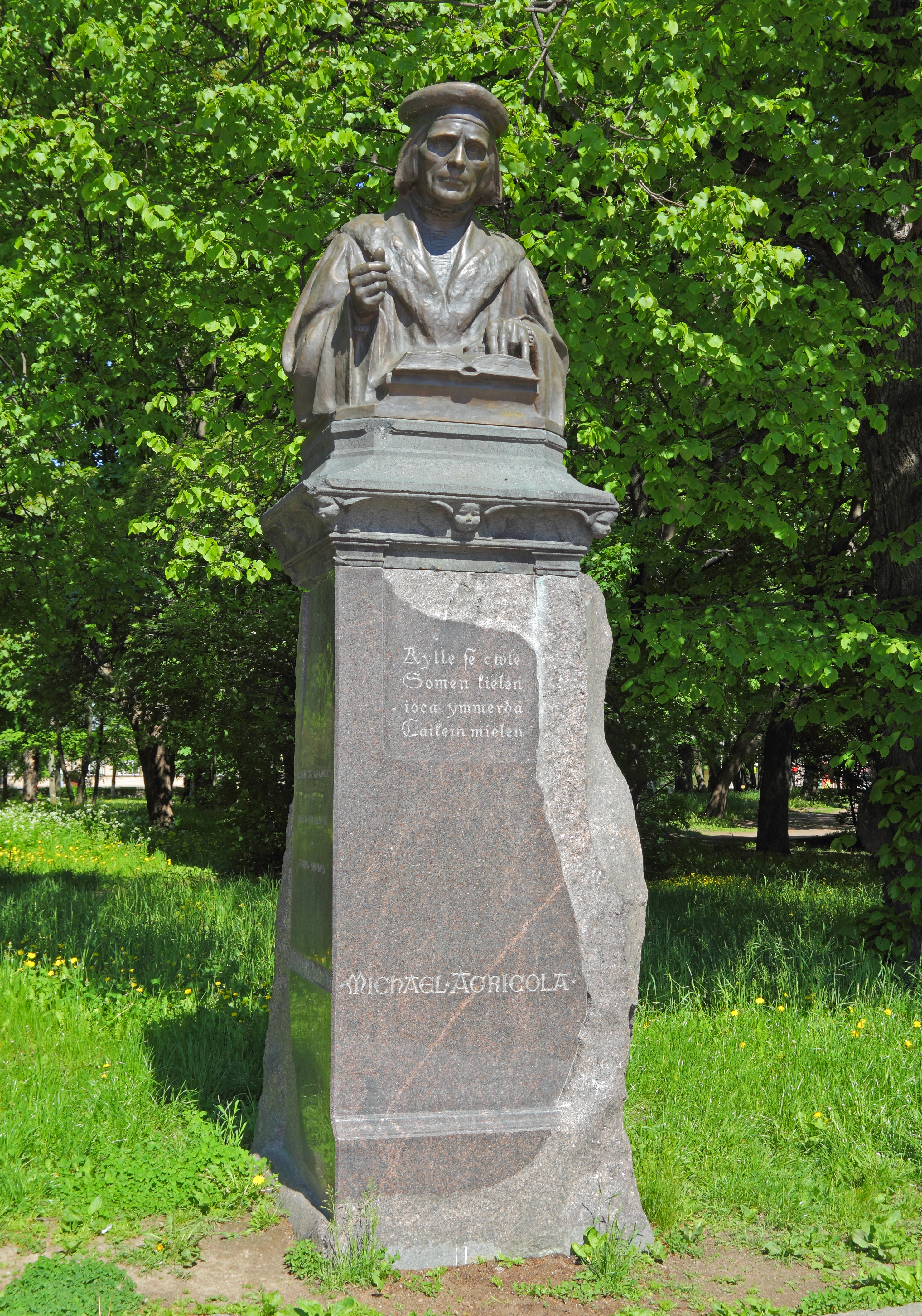
بنای یادبود آگریکولا در ویبورگ

از او اغلب به نام «پدر ادبیات فنلاندی» نام برده می‌شود.